# Инцигкофен
Инцигкофен (нем. Inzigkofen) — община в Германии, в земле Баден-Вюртемберг. 
Подчиняется административному округу Тюбинген. Входит в состав района Зигмаринген.  Население составляет 2904 человека (на 31 декабря 2010 года). Занимает площадь 28,76 км².

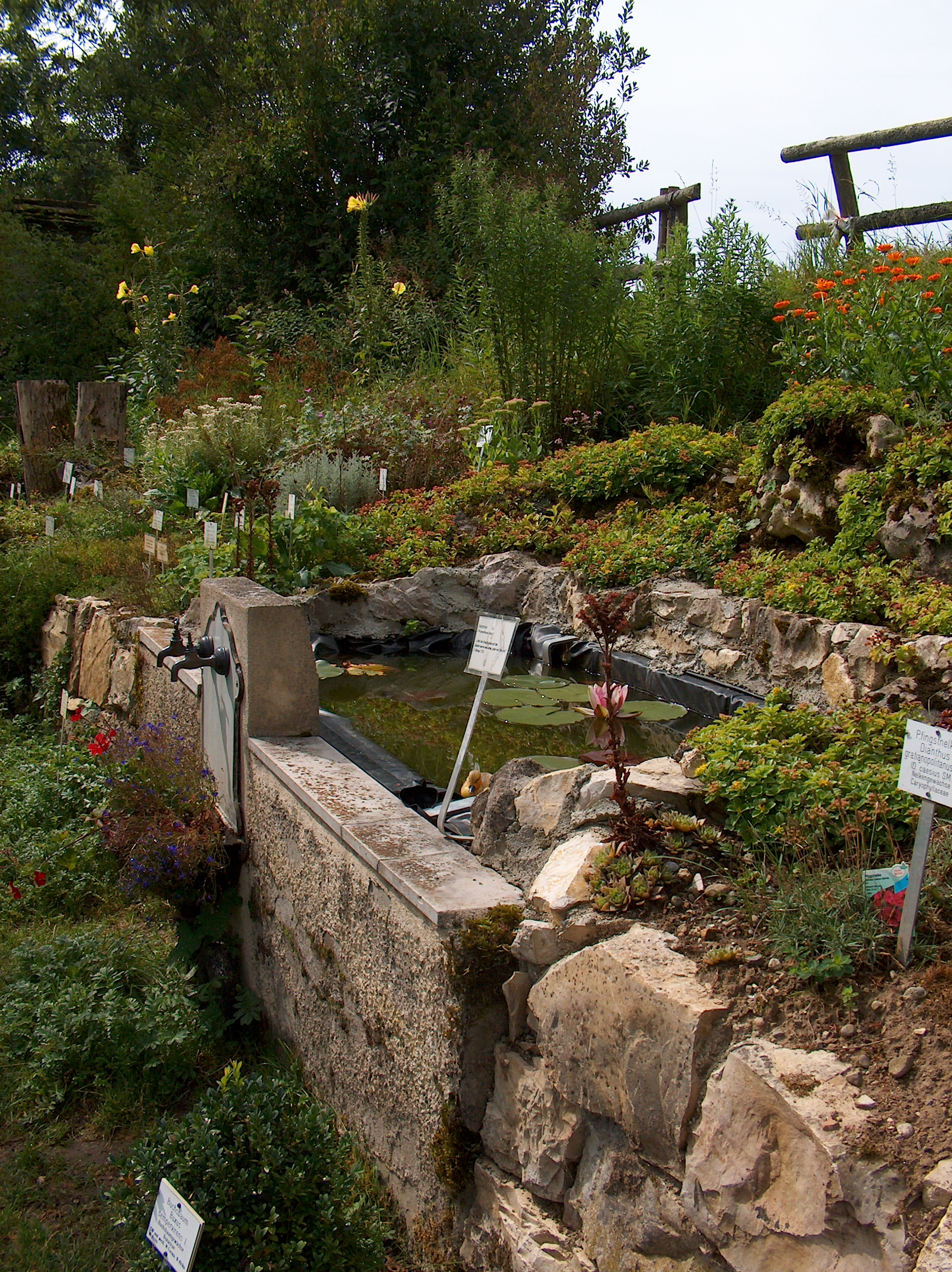
Монастырь